# 福井健一郎
福井健一郎是日本电子游戏作曲家与电音音乐家。他曾在科乐美就职，之后在史克威尔艾尼克斯工作。他还是乐团黑魔导士的编曲与键盘手。福井还为安吉拉·亚纪的《最终幻想XII》乐曲《Kiss Me Good-Bye》编曲。他于2007年10月离开史克威尔艾尼克斯改当讲师，但依然继续参与黑魔导士的创作直至乐团2010年解散，之后他继续以自由职业者身份创作电子游戏音乐。他在科乐美矩形波俱乐部的昵称是“Funiki Fukui”。他现居住在日本横滨。

## 传记
福井1970年3月4日生于日本兵库县。他于1990年进入电子游戏公司科乐美。进入公司后他为《正义的英雄》、《G.I Joe》和《暴风小子》创作了原声。他还是矩形波俱乐部的键盘手之一，并参与了东京日本武道馆的现场录音活动。
1995年他搬迁到大阪加入史克威尔（今史克威尔艾尼克斯）的附属机构“Solid”。后来他被调动到东京的史克威尔总部。他在此为《独臂战机》和《前线任务5 战争伤痕》等游戏谱写了乐曲，并为《最终幻想VII 降临之子》和《半熟英雄4 7人的半熟英雄》编曲。他为2005年的《浪漫沙加 吟游诗人之歌》演奏键盘和风琴，这是他首次担任非作曲和编曲职务的游戏。
2000年福井和关户刚结成试验伙伴，尝试以摇滚风格为电子游戏《全明星摔角》谱曲。在游戏成功后，两人又继续以此风格作曲。2002年福井和关户决定编曲植松伸夫——最终幻想系列音乐的主要作曲者——的一些的配乐。爱好摇滚音乐的植松喜欢这些配乐，福井和关户则邀请他组建一只摇滚乐团。植松最初因感到配乐工作繁忙，并企图成为他唱片公司Smile Please的制作人，而拒绝了请求。但植松答应担任一场现场演出的键盘手，演出后植松决定加入并组建黑魔导士；如果植松不同时以音乐家身份参与，福井和关户拒绝开始。乐团到2010年解散时制作了三张专辑；一些成员之后组建了乐队The Earthbound Papas，福井没有参与其中。
福井在2007年加入东京HAL大学的，讲授与音乐作曲和演奏有关的内容。

## 音乐作品

### 电子游戏原声
音效
- 日落骑士（1991年）

作曲
- 正义的英雄（1992年）
- G.I. Joe（1992年）－与小倉努合作
- 暴风小子（1993年）－与Seiichi Fukami合作
- 独臂战机（1997年）
- 全明星摔角（2000年）－与关户刚和谷冈久美合作
- 全明星摔角III（2003年）－与Tsuyoshi Sekito合作
- 前线任务5 战争伤痕（2005年）－与岩崎英則、中原康博和祖坚正庆合作
- 仙女计划（2006年）－与西隆宏、仲野顺也、谷冈久美和尾崎景吾合作
- 核石之王（2010年）－与植松伸夫、边见聪和崎元仁合作

编曲
- 半熟英雄4 7人的半熟英雄（2005年）－与冈宫道生合作
- 最终幻想XII（2006年）
- 最终幻想XII 亡灵之翼（2007年）－与Kimihiro Abe, 金田充弘和上仓纪行合作
- 最终幻想IV（2007年）－与仲野顺也合作
- 少女巡航机G（2009年）
- 最终幻想XIV（2010年）－与成田剑合作
- 少女巡航机X（2011年）－与多人合作

### 电影原声
编曲
- 最终幻想VII 降临之子（2005年）

### 其它作品
- Konami All-Stars -The 1000-Ryo Box Heisei 4th Year Edition （1991年）
- Xexex Original Soundtrack （1992年）－CD独占编曲《Breeze》
- 矩形波俱乐部～希望（1993年）
- 黑魔导士（2003年）
- 黑魔导士II 苍天之上（2005年）
- 黑魔导士III 黑暗与星光（2008年）
- 虫姬大人 双编曲专辑（2009年）
- DeathSmiles Arrange Album（2010年）
- Hoshi no Kashu（2011年）
- SPARKING!!!（2011年）